# Țapină

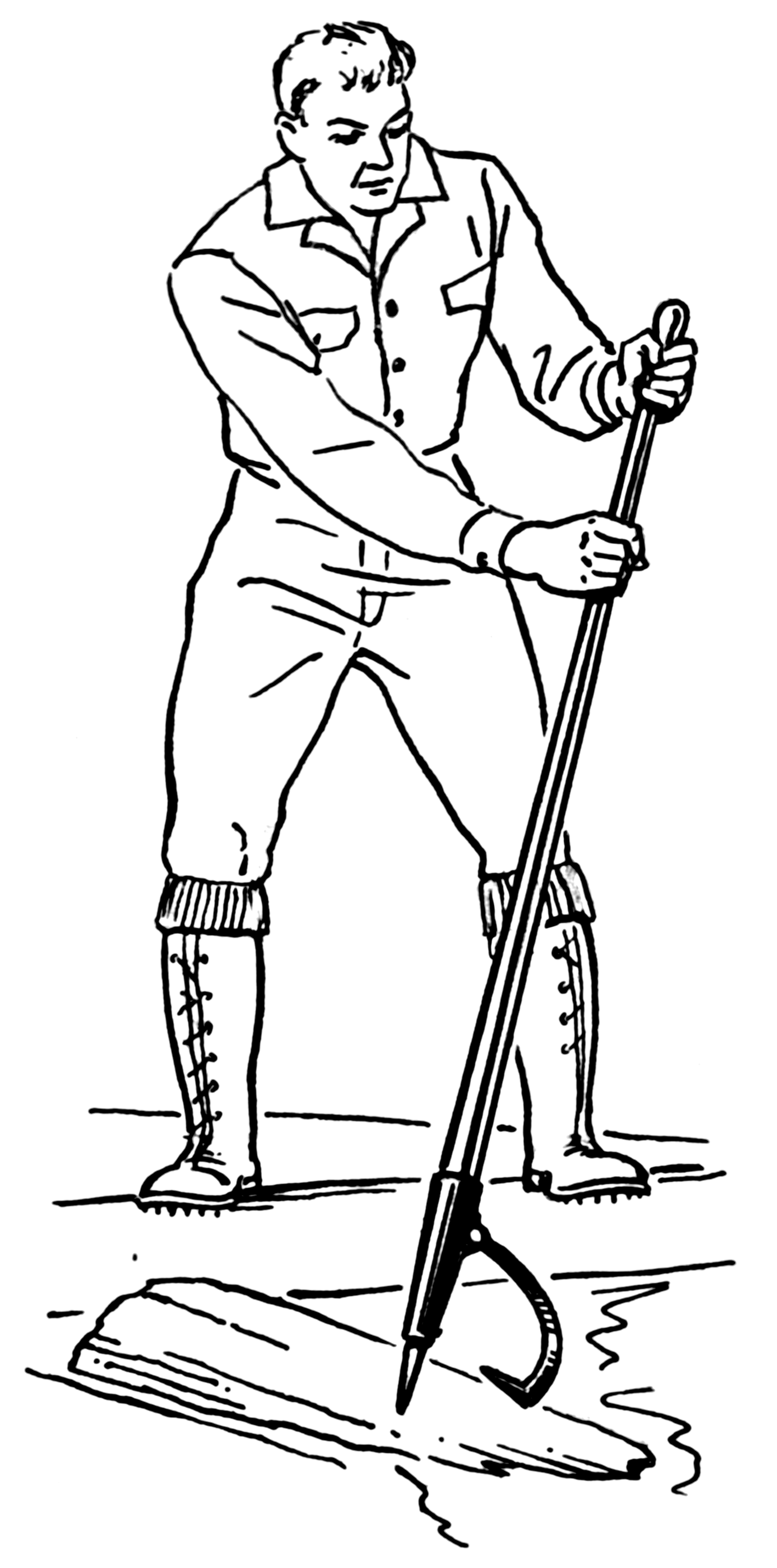

Țapina este o unealtă formată dintr-o cange de oțel fixată într-o coadă de lemn, folosită la manevrarea buștenilor.